# Lade (cràter)
Lade és la resta d'un cràter d'impacte de la Lluna que ha estat inundat per la lava. Al nord es troba el cràter Godin, i al sud-sud-est apareix el desgastat Saunder, també inundat de lava.

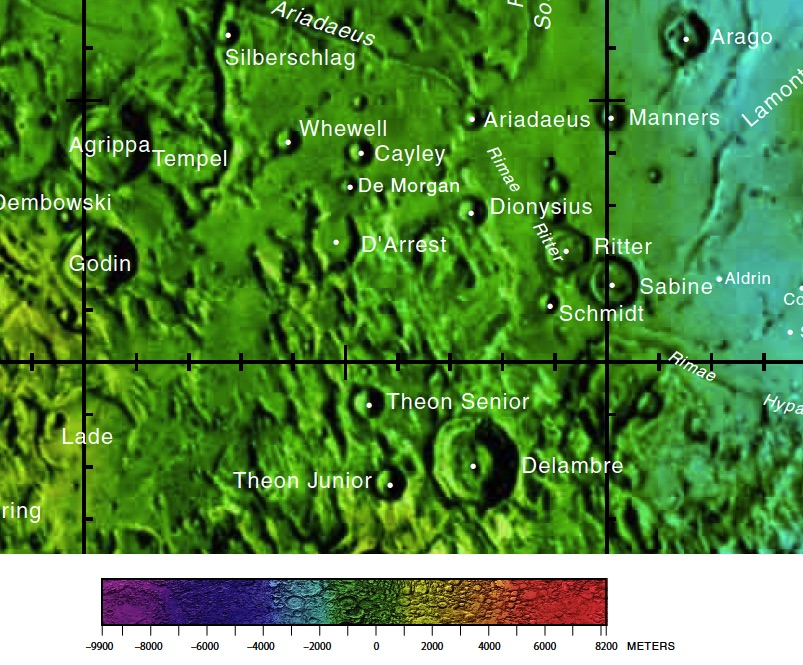
Localització de Lade (inferior esquerra de la imatge)
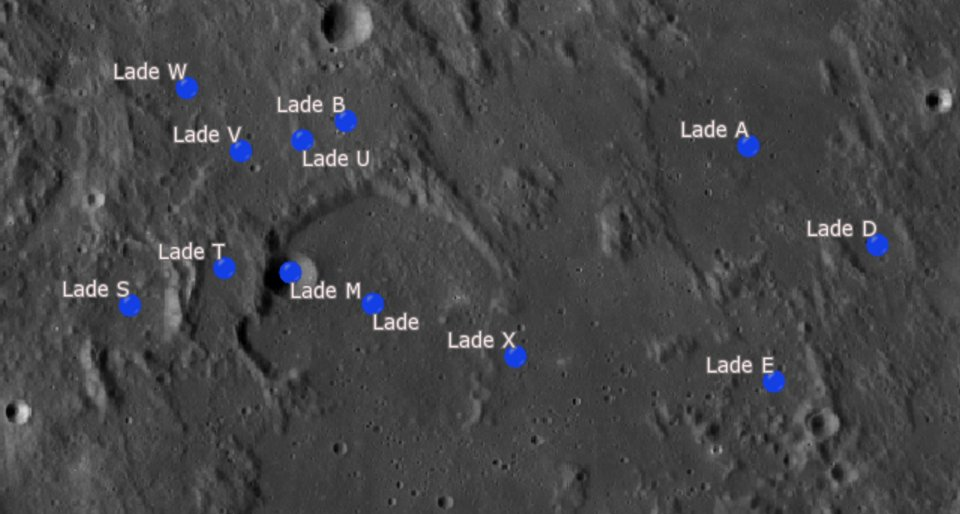
Cràters satèl·lit

La vora sud de Lade ha estat completament coberta o destruïda, presentada buits en la seva relativament vora prima sud-est. La paret del cràter supervivent està desgastada, amb un contorn difús. Un cràter més petit amb forma de bol està unit a l'interior de la vora occidental. Al nord, el cràter satèl·lit Lade B ha estat completament emplenat per la lava.

## Cràters satèl·lit
Per convenció aquests elements són identificats en els mapes lunars posant la lletra en el costat del punt central del cràter que està més proper a Lade.
| Lade | Coordenades                        | Diàmetre |
| ---- | ---------------------------------- | -------- |
| A    | 0° 12′ S, 12° 54′ E / 0.2°S,12.9°E | 57 km    |
| B    | 0° 06′ N, 9° 48′ E / 0.1°N,9.8°E   | 24 km    |
| D    | 0° 54′ S, 13° 42′ E / 0.9°S,13.7°E | 16 km    |
| E    | 1° 54′ S, 13° 00′ E / 1.9°S,13.0°E | 21 km    |
| M    | 1° 06′ S, 9° 24′ E / 1.1°S,9.4°E   | 12 km    |
| S    | 1° 12′ S, 8° 18′ E / 1.2°S,8.3°E   | 24 km    |
| T    | 1° 00′ S, 9° 00′ E / 1.0°S,9.0°E   | 18 km    |
| U    | 0° 06′ S, 9° 36′ E / 0.1°S,9.6°E   | 4 km     |
| V    | 0° 12′ S, 9° 06′ E / 0.2°S,9.1°E   | 4 km     |
| W    | 0° 12′ N, 8° 36′ E / 0.2°N,8.6°E   | 4 ;km    |
| X    | 1° 42′ S, 11° 00′ E / 1.7°S,11.0°E | 3 km     |